# Незмінна (роман)
«Незмінна» (англ. Changeless) — стімпанк-паранормальний любовний роман Ґейл Керріґер. Вперше видана в Сполучених Штатах 1 квітня 2010 року видавництвом Orbit Books, «Changeless» є другою книгою в серії з п'яти романів «Протекторат Парасольки», у кожному з яких головним героєм є Алексія Таработті, жінка без душі. Книга, спочатку опублікована на масовий ринок у м'якій обкладинці, була бестселером New York Times.

## Сюжет
Дія серіалу «Незмінна» відбувається в альтернативній історії Британії Вікторіанської епохи, де перевертні та вампіри сприймаються як повноцінні члени суспільства. У Алексії Таработті досі немає душі, але тепер у неї є чоловік. Тепер відома як леді Маккон, Алексія знаходить свого чоловіка-перевертня в біді. Його раптове зникнення обплутує її з полком надприродних солдатів, групою вигнаних привидів і самою королевою Вікторією. Алексія використовує свій гострий язик, гострий розум і свою надійну парасольку, щоб вирішити поставлені перед нею проблеми та знайти лорда Маккона. Її пошуки приводять її до Шотландії та зграї перевертнів, де той факт, що вона «бездушна» і, отже, на неї не впливають сили надприродних істот, може мати значення.

## Історія видання
- 2010, США, Orbit Books ISBN 0-316-07414-4, дата публікації 1 квітня 2010 р., м'яка обкладинка
- 2010, Великобританія, Orbit Books ISBN 1-84149-974-9, дата публікації 2 вересня 2010 р., м'яка обкладинка
- 2011, Німеччина, Blanvalet ISBN 978-3-442-37650-6, дата публікації 18 липня 2011 р., м'яка обкладинка (німецькою як Brennende Finsternis («Палаюча темрява») у перекладі Аніти Ніршль)[2]

На офіційному веб-сайті авторки також зазначено французьке видання від Orbit France/Calmann Levy, іспаномовне видання, випущене Versátil, а також італійське видання від Baldini & Castoldi, усі з «невідомими» майбутніми датами публікації. У листопаді 2010 року авторка оголосила, що Прошинський опублікує роман у Польщі, а Хаякава — у Японії, причому дати видання не були оголошені.
Оригінальна американська обкладинка для роману була розроблена Лорен Панепінто, креативною директоркою Orbit Books і Yen Press. Модель, що втілює образ героїні Алексії Таработті на американській обкладинці, — актриса Донна Річчі. Оригінальний знімок Річчі для цієї обкладинки зробив Дерек Кабальєро.

## Відгуки
«Незмінна» провела два тижні у списку бестселерів New York Times, досягнувши № 20 у списку масової художньої літератури в м'якій палітурці за тиждень, що закінчився 3 квітня 2010 року/

## Адаптації
У вересні 2010 року літературний агент Керрігера оголосив, що всесвітні права на адаптацію перших трьох романів із серії Алексії Таработті як графічних романів були продані Yen Press. Yen Press, як і видавець серії Orbit Books, є підрозділом Hachette Book Group.